# Ricardo Sá Pinto
Ricardo Manuel da Silva Sá Pinto (Porto, 10 oktober 1972) is een Portugese voormalig voetballer die als aanvaller speelde. Sinds 2011 is Sá Pinto, na een korte periode als technisch directeur, werkzaam als trainer.

## Spelerscarrière
Sá Pinto werd 45 keer geselecteerd voor de Portugese nationale ploeg, waarin hij tien keer een doelpunt wist te maken. Zijn carrière startte hij bij SC Salgueiros. In 1994 verruilde hij die club voor Sporting Lissabon, waar hij tot 1997 zou blijven. Nadien trok hij naar Real Sociedad om later terug te keren naar Sporting Lissabon. Op 27 juli 2006 tekende hij een contract bij Standard Luik. In juni 2007 kondigde hij zijn afscheid van het voetbal aan.

## Trainerscarrière
Sinds 2011 is Sá Pinto werkzaam als trainer. Op 11 juni 2017 tekende hij een contract als trainer van Standard Luik voor één seizoen. Met Standard behaalde hij op 11 maart 2018 de play-offs 1 na een 2-3-overwinning op het veld van Oostende. Bijna één week later, op 17 maart, won hij met Standard Luik de Beker van België na een 0-1-zege tegen Racing Genk. Het winnende doelpunt werd in het begin van de verlengingen gemaakt. In de play-offs 1 presteerde Standard sterk. Het behaalde 21 punten op 30 en eindigde de competitie als tweede met 43 punten op 3 punten afstand van kampioen Club Brugge. Hiermee kwalificeerde het zich voor de derde voorronde van de Champions League. Na de laatste competitiewedstrijd op 20 mei kondigde Sá Pinto tijdens de persconferentie zijn officieel afscheid bij de club aan. Hij gaf mee dat hij en Standard Luik hun samenwerking in onderling overleg beëindigden.
Na het succesvolle seizoen bij Standard Luik ging Ricardo Sá Pinto als trainer aan de slag in Polen bij Legia Warschau. Daar werd hij op 2 april 2019 ontslagen. In de competitie volgde Legia toen op 5 punten van leider Lechia Gdańsk. Enkele maanden later ging hij in eigen land aan de slag bij SC Braga, waar hij op 23 december 2019 ontslagen werd.
Op 14 oktober 2020 werd hij hoofdtrainer van het Braziliaanse CR Vasco da Gama. Op 29 december 2020 werd hij er alweer ontslagen. Sá Pinto had in vijftien wedstrijden slechts drie keer gewonnen, waardoor de club naar een degradatieplek was gezakt. Enkele spelers van toen waren Leandro Castán, Neto Borges en Carlinhos.  In januari 2021 werd hij trainer van het Turkse Gaziantep FK.

## Agressie
Sá Pinto's opvallendste actie vond plaats op 26 maart 1997, toen de toenmalige coach van het nationaal elftal (Artur Jorge) hem niet opstelde. Sá Pinto reisde naar Lissabon, waar het elftal op dat moment trainde, en stompte Jorge in het gezicht. Deze agressieve daad zorgde ervoor dat Sá Pinto tijdelijk werd geschorst voor alle nationale en internationale wedstrijden. Op 21 januari 2010 nam Sá Pinto ontslag als technisch directeur bij Sporting Lissabon, na een handgemeen met spits Liédson.